# Manuil Kozachinsky
 (octobre 2021).
Manuil Ivanovitch Kozachinsky est un confesseur orthodoxe, éducateur, enseignant, scribe et militant kulturen à Voïvodine en parallèle avec Maxim Suvorov. Le même e de Rusyn est originaire du service russe. Écrit par e sur historiquement dram et panégyrique derrière Élisabeth Ire (impératrice de Russie).

## Biographie
Emanuel étudie la philosophie jusqu'en 1720 à l'Académie slavo-gréco-latine, puis poursuit ses études à l'Académie théologique de Kiev (1720-1733).
Parallèlement, il visite les pays slaves et l'Allemagne afin d'apprendre des langues et d'enrichir son éducation. Selon certaines sources, il était également élève de Théophane Prokopovitch à Saint-Pétersbourg. Théophane Prokopovitch, un éminent pédagogue et dramaturge, était un modèle pour Manuil Kozachinsky dans l'éducation et dans les domaines de l'activité littéraire et théâtrale et de la langue.
Vers la fin de sa scolarité à Kiev (1731/32), Kozachinsky y enseigna les classes inférieures à l'Académie. À l'invitation du métropolite de Belgrade et de Karlovac, Vićentije Jovanović, sur la recommandation de Teofan Prokopovich et avec la bénédiction du métropolite de Kiev, Rafail Zaborovski, il se rend à Sremski Karlovci à la mi-octobre 1733 avec un groupe de professeurs de russe.
Ils ont apporté des livres russes à Sremski Karlovci et ont commencé leur mission éducative. Maxim Suvorov ouvre l'école slave et Emanuel Kozachinsky ouvre l'école latine. Ces écoles sont considérées comme les tournants et les débuts du développement de l'éducation moderne de Slavo-serbe parmi les colons serbes et bulgares après migrations serbes. Son drame historique a influencé Jovan Rajić.
En août 1738, il quitte la Voïvodine et retourne dans l'Empire russe où il est successivement archimandrite de plusieurs monastères orthodoxes.

## Littérature[3]
1. Козачинский М. Искусство риторики в четырех книгах Иллирика-Ретийские молодежи, изложенное и истолковано впервые в славено латыни Карловицкому коллегиуме ... Белград, 1735 / / ИР НБУВ;
2. Cozathinsci M. Cursus philosophicus ... К., 1739 / / ИР НБУВ;
3. Cozathinsci M. Philosophia Aristotelica ... К., 1743 / / ИР НБУВ;
4. Козачинский М. благоутробию Марка Аврелия Антонина кесаря римськаго ... К., 1744;
5. Козачинский М. На триумфальных действенно-пещерных воротах, ангелу держащего хартию. К., 1744;
6. Козачинский М. Философия аристотелева по умствованию парипатетиков изданная ... Л., 1745;
7. Козачинский М. радостные чувствования муз. К., 1796;
8. Козачинский М. Трагедия, сиречь печалная повесть о смерти последняго царя сербскаго Уроша Пятого и о падения Сербскаго царства. Буда, 1798.